# 南昌大桥东站
南昌大桥东站位于中华人民共和国江西省南昌市西湖区抚生路与洪城路交叉口地下，是南昌地铁4号线的地铁车站，本站于2021年12月26日和4号线一同启用。

## 车站结构
车站位于抚生路与洪城路交叉口，为地下二层岛式车站:54。

### 楼层
| 1层  | 地面               | 出入口                     |  |  |
| -1层 | 站厅               | 自动售票机、客服中心       |  |  |
| -2层 |                    | █ 4号线 往白马山（灌婴路） |  |  |
|      | 岛式站台，左侧开门 |                            |  |  |
|      |                    | █ 4号线 往鱼尾洲（桃苑）   |  |  |

### 出入口
| 编号                   | 指示                   | 图片 | 建议前往的目的地                                 |
| ---------------------- | ---------------------- | ---- | ------------------------------------------------ |
| 出口 · 1L              | 洪城路南侧，抚生路东侧 |      | 江西省消防总队、洪池路、江西省出入境边防检查总站 |
| 出口 · 2L · 升降机标志 | 洪城路北侧，抚生路东侧 |      | 丽都广场、万福园、爱心大厦                       |
| 出口 · 3L              | 抚生路西侧，洪城路北侧 |      | 西湖区人民政府、皇冠国际花园                     |
| 出口 · 4L              | 抚生路西侧，洪城路南侧 |      | 国金滨江                                         |
| 註： 設有              |                        |      |                                                  |

## 历史
- 2016年6月8日，江西省环境保护厅发布了《南昌市轨道交通4号线一期工程拟受理情况的公示》[3]，并公布了《南昌市轨道交通4号线一期工程环境影响报告书（全文公示稿）》，由此得知本站工程名为洪城路站[2]。
- 2017年2月8日，南昌轨道交通集团有限公司公布了《2、3号线站点更名及4号线命名方案获批》，由此得知本站正式站名为南昌大桥东站[4]。